# 1944 au Québec
Cet article traite des événements survenus en 1944 au Québec. 

## Événements

### Janvier
- 17 janvier : une seconde succursale du Conservatoire de musique du Québec est fondée à Québec[1].
- 18 janvier : ouverture de la cinquième session de la 21e législature. Les principales mesures annoncées sont la création d'une Hydro-Québec, l'ouverture d'une agence commerciale à Londres et la réduction de la taxe de vente[2].
- 20 janvier : le ministre Hector Perrier présente un projet de loi créant un tribunal d'arbitrage afin d'empêcher d'éventuelles grèves dans le secteur public[3].

### Février
- 3 février : la Loi sur les relations ouvrières est adoptée à l'Assemblée législative. Elle oblige les employeurs à négocier de bonne foi avec les syndicats dûment reconnus[4].
- 4 février : Maxime Raymond délègue André Laurendeau comme chef du Bloc populaire au Québec, lors d'un congrès du parti se tenant à Windsor[5].
- 25 février : lors de son discours du budget, James Arthur Mathewson annonce des dépenses de plus de 92 millions de dollars pour l'année en cours[6].

### Mars
- 6 mars : Télesphore-Damien Bouchard annonce sa démission comme ministre et comme député à la suite de sa nomination au Sénat du Canada[2].
- 22 mars : dépôt du projet de loi 17 créant la Commission hydro-électrique de Québec[7].
- 23 mars : Maurice Richard établit un record en marquant 5 buts lors d'un match de séries éliminatoires contre les Maple Leafs de Toronto ; il reçoit les trois étoiles du match[8],[9].

### Avril
- 4 avril : annonce que TD Bouchard deviendra le premier président d'Hydro-Québec. Celle-ci doit succéder à la Montreal Light, Heat and Power, dont la nationalisation est fixée au 15 avril[10].
- 10 avril : un congrès sur la colonisation a lieu à Montréal. L'un des orateurs vedettes est Joseph-Papin Archambault[11].
- 13 avril : Les Canadiens de Montréal remportent la 8e Coupe Stanley de leur histoire en battant les Blackhawks de Chicago par 4 parties à 0 en finale. Il s'agit de la première Coupe Stanley pour le Tricolore depuis 1931[12].
- 14 avril : la loi 17 créant Hydro-Québec est finalement adoptée. L'ancien député Philippe Hamel condamne le montant du remboursement fait aux propriétaires de la Montreal Light Heat and Power[13].
- 15 avril : Télesphore-Damien Bouchard et les nouveaux commissaires de la Commission hydroélectrique de Québec se rendent au siège social de la Montreal Light, Heat & Power pour prendre possession de l'entreprise nationalisée la veille[14]. Hydro-Québec possède une puissance de production de  616 MW ainsi que 290,000 clients[15].
- 25 avril : un bombardier en flammes s'écrase dans le quartier des affaires de Montréal faisant une quinzaine de morts[16].

### Mai
- 4 mai : le sénateur Athanase David dépose une motion au Sénat canadien demandant l'uniformisation des cours d'histoire à travers le pays. Plusieurs hommes politiques québécois dont André Laurendeau s'opposent à ce projet[17].
- 12 mai - un jeune conscrit déserteur, Georges Guénette, est abattu par quatre policiers de la GRC près de chez lui, à St-Lambert-de-Lévis[18]. Le film Le Déserteur de 2008 racontera plus tard cette histoire.
- 19 mai : la Compagnie des tramways de Montréal soumet un projet de métro au Conseil économique métropolitain. Le projet coûterait 62 millions de dollars et comporterait deux lignes suivant le boulevard Saint-Laurent et la rue Sainte-Catherine[19].

### Juin
- 3 juin : 
  - adoption de la loi sur la protection de l'enfance qui ne sera cependant jamais mise en application à cause des controverses qu'elle suscite dans la population[20].
  - la session est prorogée. Elle est considérée par plusieurs journalistes de l'époque comme la plus productive depuis 1867[21].
- 6 juin : 15 000 Canadiens participent au débarquement de Normandie[22].
- 21 juin : TD Bouchard se prononce pour l'uniformisation des cours d'histoire à travers le Canada. Selon lui, le manuel d'histoire tel qu'il est présenté au Québec "est de nature à engendrer le nationalisme et le séparatisme". Deux jours plus tard, le premier ministre Adélard Godbout le destitue de son poste de président d'Hydro-Québec[23].
- 29 juin : Adélard Godbout annonce des élections générales pour le 8 août[24].

### Juillet
- 12 juillet : 
  - première visite du général De Gaulle au Québec[25].
  - ouverture de l'Institut Allan Mémorial de Montréal[26].
- 14 juillet : l'ancien ministre libéral Jacob Nicol est nommé sénateur[2].

### Août
- (août – dates à préciser) : grève des tramways à Montréal[27].
- 8 août : l'Union nationale de Maurice Duplessis remporte les élections générales et reprend le pouvoir, obtenant 46 sièges contre 38 au Parti libéral et 4 au Bloc populaire. Le chef bloquiste André Laurendeau est élu dans Montréal-Laurier. Le PLQ a cependant obtenu plus de votes (28,1 % contre 27,1 % à l'UN et 10,3 % au Bloc populaire). Pour la première fois, les femmes votent à une élection générale québécoise[28].
- 16 août : Camillien Houde est remis en liberté après avoir été détenu pendant 4 ans dans un camp d'internement pour s'être prononcé contre la conscription[29].
- 30 août : le gouvernement Duplessis est assermenté. Parmi les ministres, citons Onésime Gagnon (trésorerie), Antonio Barrette (Travail), John Bourque (Terres et Forêts), Laurent Barré (Agriculture), Antonio Talbot (Voirie), Jos-D. Bégin (Colonisation)[2].

### Septembre
- 11 septembre : Churchill et Roosevelt tiennent une seconde conférence à Québec. On y discute de l'avenir de l'Allemagne après la guerre[30].
- 20 septembre : la CTCC se prononce contre l'uniformisation des cours d'histoire[31].

### Novembre
- 23 novembre : à Ottawa, Mackenzie King dépose une loi proposant d'envoyer 16 000 conscrits en Europe. À Québec, des manifestants anti-conscriptionnistes brisent les fenêtres du Chronicle Telegraph, un journal anglophone qui s'est prononcé en faveur de la conscription[32].
- 28 novembre : une manifestation anti-conscriptionniste dégénère en violences à Montréal[33].

### Décembre
- 1er décembre : le gouvernement Duplessis proteste officiellement contre la conscription[34].
- 8 décembre : la loi sur la conscription est adoptée[35].
- 11 décembre : Camillien Houde redevient maire de Montréal en défaisant Adhémar Raynault aux élections municipales[36].

## Naissances
- Camille Dubé (journaliste sportif) († 4 avril 2025)
- Frank Furtado (gérant d'artistes, promoteur, producteur de spectacles, viticulteur)  († 15 décembre 2024)
- Huguette Gaulin (écrivaine) († 6 juin 1972)
- Jean-Paul Brodeur (professeur et criminologue) († 26 avril 2010)
- Jean-Pierre Bérubé (auteur-compositeur-interprète)  († 30 août 2022)
- Normand Cazelais (journaliste et auteur)  († 21 août 2021)
- 1er janvier - Lucie Gascon (harpiste et compositrice)
- 10 janvier - Bernard Derome (journaliste)
- 20 janvier - Serge Marcil (homme politique) († 12 janvier 2010)
- 2 février - Marc Hamilton (chanteur) († 17 février 2022)
- 15 février - Jacques Thisdale (acteur)
- 27 février - René Serge Larouche (homme politique) († 14 octobre 2023)
- 24 mars - Mario Bachand (militant du FLQ) († 29 mars 1971)
- 6 avril - Jocelyne Ouellette (femme politique et administratrice) († 20 août 2015)
- 7 avril - Bill Gagnon (musicien) († 3 juin 2025)
- 18 avril - Gilles Pruneau (Militant du FLQ) († 30 novembre 1985)
- 27 avril - Michel Gervais (universitaire) († 8 mai 2022)
- 3 mai - Raymond Cloutier (acteur)
- 6 juin - Jean-Paul Mercier (criminel) († 31 octobre 1974)
- 8 juin - Marc Ouellet (personnalité religieuse)
- 9 juin - Isabelle Pierre (chanteuse)
- 19 juin - Richard Monette (acteur et réalisateur) († 9 septembre 2008)
- 15 juin - Johnny Farago (chanteur) († 31 juillet 1997)
- 25 juin - Robert Charlebois (chanteur)
- 27 juin - Michel Auger (journaliste) († 1er novembre 2020)
- 18 juillet - Yves Corbeil (acteur et animateur)
- 25 juillet - Pierre-Paul Geoffroy (Militant du FLQ)
- 20 août - Georges-Hébert Germain (écrivain) († 13 novembre 2015)
- 24 août - Réjean Tremblay (journaliste et scénariste)
- 25 août
  - Conrad Black (homme d'affaires)
  - Jacques Demers (sportif et sénateur)
- 8 août - Alain Gélinas (comédien) († 31 octobre 2022)
- 26 août - Louise Marleau (actrice)
- 29 août - Michel Girouard (chroniqueur culturel) († 9 avril 2021)
- 31 août - France Castel (actrice, animatrice et chanteuse)
- 14 septembre - Robert Gravel (acteur) († 12 août 1996)
- 19 septembre - Luc Cousineau (auteur-compositeur-interprète) († 8 mai 2017)
- 25 septembre - Gilles Renaud (acteur)
- 28 septembre - MIchel Rouleau (joueur de hockey)
- 30 septembre - Diane Dufresne (chanteuse)
- 5 octobre - Louise Turcot (actrice)
- 3 novembre
  - François Gendron (homme politique)
  - Claude Landré (Humoriste et imitateur)
- 15 novembre - Ron Buchanan (joueur de hockey)
- 22 novembre - Roger Giguère (comédien, marionnettiste, bruiteur) († 28 août 2022)
- 25 novembre - Gil Rémillard (homme politique)
- 29 novembre - Marthe Turgeon (actrice) († 28 août 2011)
- 8 décembre - Jean Nichol (Louis Simoneau) (chanteur)  († 11 mai 2020)
- 10 décembre - Simon Durivage (journaliste)
- 12 décembre - Jean Doré (avocat et homme politique) († 15 juin 2015)
- 24 décembre - 
  - Daniel Johnson (fils) (ancien premier ministre du Québec)
  - Jacques Samson (journaliste et Directeur au journal Le Soleil) († 27 mai 2022)

## Décès
- 6 février - Arthur Sauvé (homme politique) (º 1er octobre 1874)
- 14 février - Joseph-Auguste Frigon (homme politique) (º 7 février 1870)
- 15 juillet - Marie-Victorin (botaniste et écrivain) (º 3 avril 1885)
- 14 septembre - Roméo Sabourin (soldat et héros de guerre) (º 1er janvier 1923)
- 7 octobre - Alphonse Bernier (ancien maire de Lévis) (º 7 avril 1861)
- 26 décembre - Elzéar Hamel (humoriste) (º 4 mai 1870)

### Articles généraux
- Chronologie de l'histoire du Québec (1931 à 1959)
- L'année 1944 dans le monde
- 1944 au Canada

### Articles sur l'année 1944 au Québec
- Élection générale québécoise de 1944
- Nationalisation de l'électricité au Québec
- Crise de la conscription (1944)
- Séries éliminatoires de la Coupe Stanley 1944

## Sources et références
1. ↑  Bilan du Siècle
2. 1 2 3 4  « Chronologie parlementaire 1943-1945 » (consulté le 12 mars 2009)
3. ↑  « Le débat sur l'Adresse a failli se clore brusquement », Le Devoir,‎ 20 janvier 1944, p. 1, 10
4. ↑  Bilan du Siècle
5. ↑  Bilan du Siècle
6. ↑  Louis Robillard, « Surplus de plus de $275 000; aucune taxe nouvelle: diminution de l'impôt sur les ventes en détail », Le Devoir,‎ 25 février 1944, p. 1, 7
7. ↑  Louis Robillard. Le bill 17 établit "La Commission hydro-électrique de Québec". Le Devoir. 23 mars 1944. p. 1
8. ↑  Benoît Melançon, Les Yeux de Maurice Richard : Une Histoire Culturelle, Montréal, Les Éditions Fides, 2008, 312 p. (ISBN 2-7621-2894-3, lire en ligne), p. 26
9. ↑  Horace Lavigne, « Maurice Richard établit un record, hier, au Forum », La Patrie,‎ 24 mars 1944, p. 18 (lire en ligne)
10. ↑  Jacques Lacoursière. Histoire populaire du Québec tome 4. Septentrion. 1997. p. 316
11. ↑  Bilan du Siècle
12. ↑  « Trépidante victoire finale du Canadien sur Chicago », La Patrie,‎ 14 avril 1944, p. 18 (lire en ligne)
13. ↑  « Le débat sur l'Hydro au Conseil législatif », Le Devoir,‎ 14 avril 1944, p. 6
14. ↑  Marcel Couture, Hydro-Québec : Des premiers défis à l'aube de l'an 2000, Montréal, Forces / Libre Expression, 1984 (ISBN 2-89111-191-5), p. 31
15. ↑  Hydro-Québec;  communiqué le 14 avril 2004 pour les 60 ans de sa fondation.
16. ↑  « Un bombardier explose et s'écrase sur Montréal », Le Devoir,‎ 25 qvril 1944, p. 1
17. ↑  Bilan du Siècle
18. ↑  Guerres et Conscriptions sur La République libre du Québec
19. ↑  « Le président du tramway soumet un projet de métro au Conseil économique métropolitain », Le Devoir,‎ 19 mai 1944, p. 3
20. ↑  Bilan du Siècle
21. ↑  Louis Robillard, « Amendements proposés à la loi de la protection de l'enfance », Le Devoir,‎ 3 juin 1944, p. 1
22. ↑  Bilan du Siècle
23. ↑  Conrad Black. Duplessis  tome 2. Éditions de l'Homme. 1977. p. 448-449
24. ↑  Chronologie parlementaire 1943-1945
25. ↑  Bilan du Siècle
26. ↑  Sophie-Andrée Blondin et Lisa Ellenwood, Les Cobayes Oubliés : L'histoire du programme MK-Ultra à Montréal, Montréal, Éditions Édito, 2024 (ISBN 9782898261626), p. 38
27. ↑  Jean-Charles Panneton, Pierre Laporte, Septentrion, 2012, p. 57.
28. ↑  Élection de l'Union nationale de Maurice Duplessis à l'Assemblée législative du Québec
29. ↑  M. Camillien Houde à Montréal demain soir. Le Devoir. 17 août 1944. p. 3
30. ↑  Début d'une deuxième conférence internationale à Québec
31. ↑  « La C. T. C. C. contre le manuel d'histoire unique », Le Devoir,‎ 20 septembre 1944, p. 3
32. ↑  Bilan du Siècle
33. ↑  Bilan du Siècle
34. ↑  Le gouvernement Duplessis proteste officiellement contre la conscription. Le Devoir. 1 décembre 1944. p. 3
35. ↑  M. Mackenzie King a obtenu le vote de confiance. Le Devoir. 9 décembre 1944. p. 1
36. ↑  Bilan du Siècle